# Радзеюв (гмина)
Радзеюв (пол. Radziejów) — сельская гмина (волость) в Польше, входит как административная единица в Радзеювский повет, Куявско-Поморское воеводство. Население — 4386 человек (на 2004 год).

## Сельские округа
1. Беганово
2. Бискупице
3. Бронево
4. Броневек
5. Старе-Пловки
6. Чолово
7. Чолувек
8. Квильно
9. Клонувек
10. Опатовице
11. Пёлуново
12. Пловце
13. Прухново
14. Пшемыстка
15. Скибин
16. Стары-Радзеюв-Колёня
17. Стары-Радзеюв
18. Шостка-Дужа
19. Вонсево-Колёня
20. Загожице

## Соседние гмины
1. Гмина Бытонь
2. Гмина Добре
3. Гмина Крушвица
4. Гмина Осенцины
5. Гмина Пётркув-Куявски
6. Радзеюв